# 25è Festival Internacional de Cinema de Berlín
El 25è Festival Internacional de Cinema de Berlín va tenir lloc entre el 27 de juny i el 8 de juliol de 1975. L'Os d'Or fou atorgat a la pel·lícula hongaresa Örökbefogadás dirigida per Márta Mészáros. Al festival es va mostrat una retrospectiva dedicada a Greta Garbo.

## Jurat
El jurat del festival estaria format per les següents persones:
- Sylvia Syms (president)
- Ottokar Runze
- Henry Chapier
- Else Goelz
- Albert Johnson
- Rostislav Yurenev
- Carlo Martins
- S. Sukhdev

## Pel·lícules en competició
Les següents pel·lícules van competir per l'Os d'Or:
| Títol original                                        | Director(s)                                       | País              |
| ----------------------------------------------------- | ------------------------------------------------- | ----------------- |
| Bilans kwartalny                                      | Krzysztof Zanussi                                 | Polònia           |
| Comedie fantastica                                    | Ion Popescu-Gopo                                  | Romania           |
| Dar Ghorbat                                           | Sohrab Shahid-Saless                              | Iran              |
| Dupont Lajoie                                         | Yves Boisset                                      | França            |
| Eiszeit                                               | Peter Zadek                                       | RFA               |
| Gangsterfilmen                                        | Lars G. Thelestam                                 | Suècia            |
| Il piatto piange                                      | Paolo Nuzzi                                       | Itàlia            |
| Jakob der Lügner                                      | Frank Beyer                                       | Alemanya de l'Est |
| John Glückstadt                                       | Ulf Miehe                                         | RFA               |
| Kdo hledá zlaté dno                                   | Jiří Menzel                                       | Txèquia           |
| La casa grande                                        | Francisco Rodríguez Fernández                     | Espanya           |
| La prima volta sull'erba                              | Gianluigi Calderone                               | Itàlia            |
| La' os være                                           | Lasse Nielsen, Ernst Johansen                     | Dinamarca         |
| Lily, aime-moi                                        | Maurice Dugowson                                  | França            |
| Love and Death                                        | Woody Allen                                       | Estats Units      |
| Örökbefogadás                                         | Márta Mészáros                                    | Hongria           |
| Out of Season                                         | Alan Bridges                                      | Regne Unit        |
| Overlord                                              | Stuart Cooper                                     | Regne Unit        |
| Posse                                                 | Kirk Douglas                                      | Estats Units      |
| Samna                                                 | Jabbar Patel                                      | Índia             |
| Sandakan hachibanshokan bohkyo                        | Kei Kumai                                         | Japó              |
| Sto dney posle detstva                                | Serguei Soloviov                                  | Unió Soviètica    |
| Zwaarmoedige verhalen voor bij de centrale verwarming | Nouchka van Brakel, Ernie Damen, Bas van der Lecq | Països Baixos     |

## Premis
El jurat va atorgar els següents premis:
- Os d'Or: Örökbefogadás sw Márta Mészáros
- Os de Plata - Gran Premi del Jurat:
  - Dupont Lajoie d'Yves Boisset
  - Overlord de Stuart Cooper
- Os de Plata a la millor direcció: Serguei Soloviov per Sto dney posle detstva
- Os de Plata a la millor interpretació femenina: Kinuyo Tanaka per Sandakan hachibanshokan bohkyo
- Os de Plata a la millor interpretació masculina: Vlastimil Brodský per Jakob der Lügner
- Os de Plata per a la seva contribució artística: Woody Allen per Love and Death
- Premi FIPRESCI
  - Dar Ghorbat de Sohrab Shahid-Saless